# Ратнер Олександр Григорович
Ратнер Олександр Григорович – український письменник, поет, перекладач. Член Національної спілки письменників України.

## Біографія
Олександр Ратнер  народився 10 жовтня 1947 року у м. Дніпро. 
Після навчання у середній школі, яку закінчив з відзнакою, вступив до Дніпропетровського металургійного інституту. В подальшому навчався у аспірантурі, по закінченню якої, у 1975 році, здобув науковий ступінь кандидата технічних наук.
Тривалий час працював у галузі чорної металургії, також займаючись науковою діяльністю. О. Ратнер є автором 20 наукових винаходів та патентів.
З 2000 по 2013 рік займався бізнесом та з 2013 року – виключно літературною діяльністю.

## Літературна діяльність
З шістнадцяті років О. Ратнер займався у літературній студії при Дніпропетровському палаці студентів. 
Його вірші були вперше опубліковані у 1963 році у газеті «Дніпровська правда», а у 1987 році видана перша книга.
О. Ратнер відомий як перекладач творів Дмитра Павличка, Маркіяна Шашкевича, Івана Франка, Віктора Коржа, Володимира Міщенка, Романа Лубківського, Анатолія Бортняка, Тараса Шевченка, Івана Котляревського.
В його творчому доробку понад 20 книг віршів та прози, написаних російською та українською мовою, серед яких: 
- «Піднебесні батоги» (збірка поезій), 2007[4];
- «Игра  в «Ура» (есеїв та оповідань, рос. мовою), 2010[5];
- «Тайны жизни Ники Турбиной» (роман, рос. мовою), 2018[6];
- «Мой Валентин Гафт» (роман, рос. мовою), 2022[7];
- «Коли закінчиться війна» (поетична збірка), 2024[8].

Твори О. Ратнера публікувались у літературних журналах Канади, США, Ізраїлю та Германії.

## Екранізації
У 2022 році за мотивами роману «Тайны жизни Ники Турбиной» був знятий фільм «Ніка», який був визнаний переможцем кінофестивалю SXSW у м. Остін.

## Нагороди
За свою творчу діяльність Олександр Ратнер був неодноразово відзначений літературними преміями, у т.ч. : 
- літературною премією імені Дмитра Кедріна за поетичні збірки «Старый двор» та «Так дышит вечность» у 2007 році[10];
- міжнародною літературною премією імені Ернеста Хемінгуея, за роман «Тайны жизни Ники Турбиной» у 2019 році[11].